# NK Brinje Grosuplje
Der Nogometni klub Brinje Grosuplje ist ein slowenischer Fußballverein in Grosuplje.
Der NK Brinje Grosuplje wurde 2003 gegründet. Der Verein gilt rechtlich nicht als Nachfolger von NK Grosuplje und die Statistiken und Auszeichnungen der beiden Vereine werden vom slowenischen Fußballverband getrennt geführt.

## Erfolge
- Slowenische Dritte Liga (West)

Meister 2021/22